# Mustafa Mahmud
Mustafa Mahmud (in arabo مصطفى محمود‎?; Shibin El Kom, 25 dicembre 1921 – Il Cairo, 31 ottobre 2009) è stato un medico, filosofo, intellettuale e scrittore egiziano.
Ha studiato la medicina e si è laureato nel 1953, specializzandosi in malattie del torace, dedicandosi anche alla scrittura e alla ricerca scientifica.

## Biografia
Ha scritto 89 libri su argomenti scientifici, religiosi, filosofici, sociali e politici, oltre a romanzi, commedie e storie di viaggi. Aveva uno stile accattivante, profondo ma allo stesso tempo semplice.
Era un amico personale di Al-Sadat; la cui morte è stata di profondo sconforto per lui, ha infatti commentato così il suo assassinio: "Come osano dei musulmani ad uccidere un uomo giusto che ha portato la vittoria al Paese ed ha aiutato gli islamisti, però nonostante tutto ciò l'hanno ucciso loro stessi". Quando l'ha scelto Al-Sadat come ministro, Mustafa Mahmud ha rifiutato dicendo: "Non ce l'ho fatta con l'istituzione più piccola; cioè la famiglia; mi sono divorziato due volte, allora come farei a dirigere un intero Ministero?!".
Mustafa Mahmud ha presentato 400 episodi del suo programma televisivo La scienza e la fede, trasmesso su diversi canali in lingua araba.
Nel 1979 ha costruito una moschea al Cairo, conosciuta come "Moschea Mustafa Mahmud". Essa include tre centri medici interessati a curare la gente a basso reddito e veniva frequentata da molti egiziani grazie alla sua buona reputazione medica. Il centro comprende anche un osservatorio astronomico e un museo geologico. Il museo contiene un gruppo di rocce di granito, farfalle mummificate di varie forme e alcuni organismi marini.
Il nome corretto della moschea è "Mahmud", cioè il nome di suo padre.

### La scuola
Mustafa Mahmud ha vissuto nella città di Tanta, vicino alla Moschea "Al Sayed Al Badawi," che è un famoso santuario sufi in Egitto, il che ha lasciato un chiaro impatto sulle sue idee e orientamenti.
Iniziando i suoi studi, è stato bravissimo, fino a quando un giorno è stato picchiato dal maestro d'arabo; per cui si è arrabbiato ed ha smesso di studiare per 3 anni finché non si fosse trasferito quel maestro in un'altra scuola ed allora Mustafa Mahmud è tornato a proseguire gli studi. Nella casa di suo padre ha avviato delle piccole fabbriche per fare il sapone e insetticidi per uccidere gli insetti per poi anatomizzarli. E quando entra a far parte della Facoltà di Medicina, viene conosciuto come "Anatomopatologo", perché si fermava tutto al giorno di fronte ai corpi dei morti, proponendo domande sul segreto della vita e della morte e oltre.

### La morte
Il dottor Mustafa Mahmud è morto all'età di 88 anni al Cairo sabato 31 ottobre del 2009 alle sette e mezza di mattina, a seguito di una malattia durata mesi. Il funerale è partito dalla moschea che porta il suo nome al quartiere Mohandesin.

## Le opere
1. 55 problemi d'amore.
2. Allah (Dio).
3. Allah (Dio) e l'uomo.
4. Alessandro Magno.
5. Attenzione! Non sono né progressisti, né laici, né oggettivisti.
6. Avventure nel deserto.
7. Cosa c'è dietro la porta della morte.
8. Camerata 7.
9. Canti del peccato e dell'innocenza.
10. Coloro che hanno riso fino a piangere.
11. Compagnia del divertimento.
12. Dall'America all'altra sponda.
13. Dei segreti del Corano.
14. Ecco perché ho rifiutato il Marxismo.
15. Ed è iniziato il conto alla rovescia.
16. Einstein e la relatività.
17. Fuoco sotto la cenere.
18. Gli anni di straniamento.
19. Goma.
20. Guadagnarsi il pane.
21. Ho visto Allah (Dio).
22. I giochi del circo politico.
23. I grandiosi della vita terrena e i grandiosi dell'Aldilà.
24. I sogni.
25. Il circo.
26. Il Corano: una prova per una comprensione contemporanea.
27. Il Corano è un essere vivente.
28. Il demone governa.
29. Il diavolo abita a casa nostra.
30. Il diluvio.
31. Il domani ardente.
32. Il Marxismo e l'Islam.
33. Il mio viaggio dal dubbio alla fede.
34. Il mistero della morte.
35. Il mistero della vita.
36. Il mondo dei segreti.
37. Il punto dell'ebollizione.
38. Il ragno.
39. Il segreto maggiore.
40. Il terremoto.
41. Il vecchio amore.
42. Israele; l'inizio e la fine.
43. L'anima e il corpo.
44. L'Anticristo.
45. L'epoca delle scimmie.
46. L'esistenza e il nulla.
47. L'impossibile.
48. L'inferno minore.
49. L'intercessione.
50. L'Islam: che cos'è?
51. L'Islam in un fossato.
52. L'Islam politico e la prossima battaglia.
53. L'Israele nazista e il linguaggio dell'olocausto.
54. L'odore del sangue.
55. L'oppio.
56. L'uomo e l'ombra.
57. L'uscita dal sarcofago.
58. La caduta della sinistra.
59. La città o racconti di un viaggiatore.
60. La domanda confusa.
61. La foresta.
62. La gelosia e il tradimento.
63. La maggior cospirazione.
64. La menzogna della sinistra islamica.
65. La mia vita e il mio intelletto .. I miei pareri e atteggiamenti.
66. La password.
67. La strada verso l'inferno.
68. La strada verso la Kaʿba.
69. La Torah.
70. La verità della fede Bahá'í.
71. Le confessioni di amanti.
72. Le giornate di mezzanotte.
73. Lettura del futuro.
74. Mi hanno confessato.
75. Muhammad (Maometto).
76. Nell'amore e nella vita.
77. Nuova psicologia coranica
78. O signori, togliete le maschere!.
79. Sarà l'epoca della pazzia?
80. Satana.
81. Sull'orlo del suicidio.
82. Sulla linea di fuoco.
83. Una visita al paradiso e all'inferno.
84. Un dialogo col mio amico ateo.
85. Uomo sotto lo zero.
86. Viaggiatore nel mondo di Allah (Dio).